# Sariola
Sariola es el nombre de una banda de metal gótico con algunos elementos de black metal y metal sinfónico que mezcla la voz mezzosoprano de Loreley Mrs V Rhein acompañada con blast beats, originada en Región Rin-Ruhr, Alemania y Rusia. Formada en 2005 por el guitarrista E.Konny y Anagnórisis, quien abandonaría la agrupación años después.

## Historia
En el año 2006, Sariola lanza su primer álbum oficial, llamado "Sphere of Thousand Sunsets".
En 2007 la cantante Silenia Tyrvenis dejó la banda por motivos musicales y personales,
por lo que empezaron la búsqueda de una nueva vocalista y pronto descubrieron a la rusa Loreley Mrs V von Rhein.
Después de unos pocos ensayos Loreley tuvo su debut en directo en el Essen Original con Ensiferum, Pro-Pain y [:SITD:].

## Miembros

### Actuales
- Loreley Mrs. V von Rhein - vocales
- Anagnorisis - guitarra
- E.Konny - guitarra
- Morbid - batería
- Morgan Le Fay - teclaods
- Ablaz - bajo

### Miembros originales
- E.KOnny
- Anagnorisis

### Miembros anteriores
- Silenia Tyrvenis - vocalista
- Kira - vocalista
- Alisa - guitarra

## Discografía

### Álbumes
- Sphere of Thousand Sunsets (2006)
- From The Dismal Sariola (2009)

## Bandas relacionadas
- Epica
- Lacrimosa
- Lacuna Coil
- Leaves' Eyes
- Nightwish
- Sirenia (banda)
- Theatre of Tragedy
- The Sins Of Thy Beloved
- Therion
- The Gathering
- Tristania
- Within Temptation

- Datos: Q1779798